# アントニオ・オラゲール・イ・フェリウー
アントニオ・オラゲール・イ・フェリウー（Antonio Olaguer Feliú, 1742年 - 1813年）は、スペインの政治家、軍人、モンテビデオ総督、リオ・デ・ラ・プラタ副王領の第6代副王である。

## 経歴
1742年、スペインのビジャフランカ・デル・ビエルソで生まれた。ペドロ・アントニオ・デ・セバーヨスの軍事専門家としてブエノスアイレスに派遣された。1777年のコロニア・デル・サクラメントの包囲に参加した。1790年にモンテビデオ総督に就任し、1797年に国王カルロス4世によってリオ・デ・ラ・プラタ副王に任命された。副王退任後に本国へ戻り、1813年にマドリードで亡くなった。

紋章